# آکوگیجین روکو
آکوگیجین روکو (به ژاپنی: 赤穂義人録 あこうぎじんろく)؛ یکی از منابع تاریخی در مورد حادثه آکو است. این کتاب توسط مورو کیوسو (۱۶۵۸ – ۱۷۳۴)فیلسوف نئوکنفسیوسیسم در دوره ادو در ماه دهم از سال ۱۷۰۳ نوشته شده و در سال ۱۷۰۹ میلادی بازنویسی شده‌است.
در این اثر موضوع انتقام در حادثه آکو  مورد تمجید قرار گرفته و زندگی‌نامه‌ای کوچکی از چهل و هفت رونین، به‌طور واقع‌گرایانه شرح داده شده‌است.